# Île Diego de Almagro
L'île Diego de Almagro (en espagnol : Isla Diego de Almagro), connue auparavant sous le nom d'île Cambridge, est une île de la province de Última Esperanza, dans la région de Magallanes et de l'Antarctique chilien, au Chili. Elle est située au sud-ouest de l'île Hanovre et fait partie de l'archipel de Hanovre. 

## Histoire
À partir de 1520, et de la découverte du détroit de Magellan, va débuter l’exploration des canaux patagoniens. Sur les cartes de la Patagonie du XVIe et XVIIe siècles, entre les parallèles 48° et 50° de latitude sud, figurait presque exclusivement une grande île surnommé « Campana » séparée du continent par le « canal de la nation Calén », nation indigène qui vécut probablement jusqu'au XVIIIe siècle entre les parallèles 48° et 49° de latitude sud.
Depuis le milieu du XXe siècle, ces canaux sont parcourus en toute sécurité par les grands navires, grâce aux nombreuses missions et aux travaux hydrographiques effectués le long de ces côtes dangereuses.
Pendant plus de 6 000 ans, ces canaux et ces côtes ont été parcourus par les kawésqar, peuple indigène nomade se déplaçant en canoë. Deux hypothèses ont été émises quant à leur origine. La première explique que ce peuple est originaire du nord et qu'il est arrivé en suivant la route des canaux chilotes et qu'ils se sont dirigés vers le sud en traversant l'isthme d'Ofqui. La seconde suggère au contraire que ce peuple est originaire du sud et qu'à travers un processus de colonisation et de transformation de leur mode de vie, des peuples de chasseurs terrestre, venant de Patagonie orientale, ont peuplé les îles du détroit de Magellan et sont remontées à travers les canaux patagoniens jusqu'au golfe de Penas. Au début du XXIe siècle, ce peuple s'est pratiquement éteint.

## Spéléologie
En 1995, une reconnaissance de spéléologues français de l’association Centre Terre a permis la découverte de lapiez remarquables, 
de grottes, de gouffres et de résurgences caractéristiques des reliefs karstiques.
En 1997, l’exploration de la « Perte de l’Avenir » (−96 m/589 m) a confirmé l’existence de réseaux souterrains importants sur l’île.
En 2014, 80 cavernes inconnues, totalisant 8 054 mètres de galeries souterraines ont été explorées et topographiées, dont le « gouffre Pacifico » (−196 m/356 m), le « gouffre de l'Erbra » (−39 m/1 356 m), la « Cueva del Condor » (−110 m/763 m) et la « résurgence de l'Avenir » (−39 m/700 m).